# Benjamin Bellecour
Pour les articles homonymes, voir Bellecour.
 (mars 2025).
Si vous disposez d'ouvrages ou d'articles de référence ou si vous connaissez des sites web de qualité traitant du thème abordé ici, merci de compléter l'article en donnant les références utiles à sa vérifiabilité et en les liant à la section « Notes et références ».
Benjamin Bellecour, né le 22 décembre 1980, est un comédien, scénariste, producteur et metteur en scène français.
Découvert par Stephan Meldegg, il partage l'affiche avec Laurent Terzieff dans Mon lit en zinc. Il est également metteur en scène et auteur de pièces de théâtre et codirige avec Salomé Lelouch, le Ciné 13 Théâtre à Paris.

## Biographie
Benjamin Bellecour est élève au lycée Jules-Ferry (Paris), où il est alors ami avec Julie Zenatti.

### Vie privée
Il est en couple depuis 2010 avec la chanteuse Julie Zenatti. Ils ont une fille Ava, née le 14 janvier 2011 et un fils Élias, né le 27 septembre 2017. Ils se marient à la mairie du 9e arrondissement de Paris en 2016.

## Filmographie

### Cinéma

#### Longs métrages
- 2001 : Sexy Boys de Stéphane Kazandjian : l'homme interviewé
- 2003 : Bon voyage de Jean-Paul Rappeneau : le garçon d'étage
- 2006 : Hell de Bruno Chiche : Greg
- 2011 : Un baiser papillon de Karine Silla : Béranger
- 2014 : Prêt à tout de Nicolas Cuche : un homme
- 2015 : Vicky de Denis Imbert : Sylvain Chamoux
- 2015 : La Belle Saison de Catherine Corsini : Manuel
- 2016 : Faut pas lui dire de Solange Cicurel : Ben
- 2017 : Loue-moi ! de Coline Assous et Virginie Schwartz : Arnaud
- 2019 : Edmond d'Alexis Michalik : Georges Courteline (également coproducteur)
- 2019 : Doubles Vies d'Olivier Assayas : un lecteur
- 2019 : La Bataille du rail de Jean-Charles Paugam
- 2021 : Le Sens de la famille de Jean-Patrick Benes : Médecin

#### Courts métrages
- 2004 : Pépins noirs de Nicolas Birkenstock : Eddie
- 2004 : R.A.S. d'Emmanuel Salinger : le jeune homme
- 2004 : Le fils du caméléon de Ronan Le Page : Erwan
- 2005 : Panorama de Marinca Villanova : le fils
- 2006 : Gratte-papier de Guillaume Martinez : un homme
- 2008 : Un grain de beauté d'Hugo Chesnard : Lucien
- 2010 : Sang d'encre de Nicolas Novak : Charles
- 2012 : Novembre de Ronan Tronchot : François
- 2014 : Dans la forêt lointaine de Ronan Tronchot : David

### Télévision

#### Séries télévisées
- 2000 : Julie Lescaut : un élève avec le nez en sang
- 2004 : Franck Keller : Nicolas Pratt
- 2005 : Les Cordier, juge et flic : Bertrand Richardot
- 2005 : Faites comme chez vous ! : Alex Bernardy
- 2005 : Docteur Dassin, généraliste : l'étudiant
- 2006 : La Crim' : Maxime Dalos
- 2006 : Famille d'accueil : Seb
- 2006 / 2007 : Femmes de loi : Olivier Terond / André Delambre
- 2008 : Paris, enquêtes criminelles : Antoine Dellamico
- 2008 : PJ : Florian Ferlet
- 2010 - 2011 : Les Invincibles : François-Xavier / FX
- 2012 - 2017 : Kaboul Kitchen : Axel
- 2018 : La Faute : Adam Gervais
- 2019 : Sous la peau : Stéphane
- 2019 : Double Je : Vincent Laubier
- 2020 : Les Copains d'abord : Romain
- 2020 : Le Mensonge : Pierre Arbona

#### Téléfilms
- 2001 : Campagnes d'Olivier Langlois : Frédéric
- 2003 : Clémence de Pascal Chaumeil : Nicolas
- 2003 : Le Train de 16h19 de Philippe Triboit : Drecq
- 2004 : D-Day, leur jour le plus long de Richard Dale : Remy Douin
- 2005 : Des jours et des nuits de Thierry Chabert : Emmanuel Deligny
- 2008 : Le malade imaginaire de Christian de Chalonge : Cléante
- 2009 : Le Commissariat de Michel Andrieu : Samuel / Christian Barrois
- 2012 : Climats de Caroline Huppert : André Cheverny
- 2013 : C'est pas de l'amour de Jérôme Cornuau : Marc
- 2014 : Pilules bleues de Jean-Philippe Amar : Guy
- 2015 : Souviens-toi de Philippe Venault : Vincent Rivière
- 2020 : Meurtres en Pays cathare de Stéphanie Murat : Bruno Lebrun

### Producteur

#### Télévision
- 2020 : La flamme
- 2025 : F*ckin' Fred : Comme un Léopard (faux documentaire) de Clément Cotentin

#### Cinéma
- 2025 : McWalter de Simon Astier

## Théâtre

### Comédien
- 1997 : Les Lunettes d'Elton John de David Hare, mise en scène Stephan Meldegg, Théâtre Tristan Bernard
- 2001 : Fonctions et dérivés de Pierre-Antoine Durand, Benjamin Bellecour et Alexandre Markoff, mise en scène Nathaniel Baruch & Laurent Ferraro
- 2002 : Hot House d'Harold Pinter
- 2006 : Mon lit en zinc de David Hare, mise en scène Laurent Terzieff, Studio des Champs-Elysées
- 2007 : Eva de Nicolas Bedos, mise en scène Daniel Colas, Théâtre des Mathurins
- 2010 : Colombe de Jean Anouilh, mise en scène Michel Fagadau, Comédie des Champs-Élysées
- 2011 : Colombe de Jean Anouilh, mise en scène Michel Fagadau, tournée

### Metteur en scène
- 2005 : L'Aide-mémoire de Jean-Claude Carrière, avec Rachel Arditi et Jean-Paul Bezzina, Ciné 13 Théâtre

### Auteur
- 2011 : Sarl Faits Divers, coécrit avec Pierre-Antoine Durand
- 2006 : Fermeture Définitive, coécrit avec Pierre-Antoine Durand
- 2002 : Fonctions et Dérivés, coécrit avec Pierre-Antoine Durand & Alexandre Markoff

## Doublage
- 2001 : Scary Movie 2 : Buddy (Christopher Masterson)
- 2011 : Oslo, 31 août : Thomas (Hans Olav Brenner (no))

## Distinctions
- 2005 : Meilleur Jeune Espoir masculin (Prix du Jury) au Festival Jean Carmet de Moulins